# Les Rues-des-Vignes

Les Rues-des-Vignes este o comună în departamentul Nord, Franța. În 1 ianuarie 2022 avea o populație de 740 de locuitori.